# Геохронология
Геохронологията е наука за определяне на възрастта на скали, вкаменелости и седименти, използвайки определени черти на скалите. Абсолютната геохронология използва радиоактивни изотопи, докато относителната геохронология се ползва с палеомагнетизма и съотношението на стабилните изотопи. Комбинирайки множество геохронологични и биостратиграфски показатели, може да се подобри точността на установената възраст.
Геохронологията е основният инструмент, използван в дисциплината на хроностратиграфията, която цели определянето на абсолютната възраст на всички вкаменелостни групи и да определи геоложката история на Земята.

## Датиране

### Радиоизотопно датиране
Чрез измерване на количеството радиоактивност на радиоактивен изотоп с известен период на полуразпад геолозите могат да установят абсолютната възраст на даден материал. За целта се използват редица радиоактивни изотопи, които, в зависимост от скоростта на радиоактивния разпад, се прилагат за датиране на различни геоложки периоди. По-бавно разпадащите се изотопи са полезни при по-големи периоди от време, но са по-малко точни за определяне на абсолютните години. С изключение на радиовъглеродното датиране, повечето от тези техники се базират на измерването на увеличението на радиогенен изотоп – продукт на разпад от начален радиоактивен изотоп. Два или повече радиометрични метода могат да се използват, за да се получат по-точни резултати. Повечето такива методи за подходящи само за геоложко време, но някои като радиовъглеродното датиране и датирането с 40Ar/39Ar могат да обхванат и ранната човешка история.
Някои от по-често използваните техники са:
- Радиовъглеродно датиране. Тази техника използва разпада на въглерод-14 в органичните вещества и дава най-добри резултати при образци, не по-стари от 60 000 години.[7]
- Уран-оловно датиране. Тази техника измерва съотношението на два оловни изотопа (олово-206 и олово-207) към количеството уран в минерал или скала. Често се прилага върху цирконий в магмени скали.
- Уран-ториево датиране. Този метод се използва за датиране на пещерни образувания, корали, карбонати и кости. Той може да обхваща от няколко години до около 700 000 години.
- Калиево-аргоново датиране и аргон-аргоново датиране. С тези техники се датират магмени, ефузивни и метаморфни скали. Използват се и за датиране на слоеве вулканична пепел в или върху плаеоантропологични обекти. Обикновено се използва за датиране в периоди от няколко хиляди години.
- Електронно-спинов резонанс.

### Датиране по метода на следите на делене
Това е метод за радиоактивно датиране на геоложки и археоложки събития и артефакти. За тази цел се използват минерали, съдържащи уран – най-често това са циркон и апатит, както и вулканично стъкло. Методът се базира на спонтанния радиоактивен разпад на ядрото на изотопа на урана 238U.

### Космогенно нуклидно датиране
Използват се редица сходни техники за установяване на времето, по което е създадена дадена повърхност. Обикновено се използва концентрация от екзотични нуклиди (например 10Be, 26Al, 36Cl), които се произвеждат от взаимодействието на космически лъчи със земни вещества.

### Луминесцентно датиране
Този метод включва наблюдаване на светлина, излъчена от материали като кварц, диамант, фелдшпат и калцит. Използват се различни видове луминесценция в геологията, включително оптически стимулирана луминесценция, катодолуминесценция и термолуминесценция.

### Магнитостратиграфия
Магнитостратиграфията определя възрастта чрез модел на зони на магнитна полярност в редица от седименти и/или вулканични скали, който се сравнява с времевата линия на магнитната полярност. Времевата линия на полярността е вече определена чрез датиране на магнитни аномалии на морското дъно, радиометрично датиране на вулканични скали в рамките на магнитостратиграфските участъци и астрономическо датиране на магнитостратиграфски участъци.

### Химиостратиграфия
Глобалните тенденции в изотопните състави, особено на въглерод-13 и стронциевите изотопи, могат да се използват за корелация на слоевете.

## История
Към 18 век все още никой не се интересува от възрастта на скалите, но методите на бъдещата наука вече се разработват от любители геолози. Така през 1669 г. Нилс Стенсен формулира позиция, която в днешно време играе ролята на закон: в геоложкия разрез нормално положените пластове отразяват последователността на геоложките събития. Същността на „стратиграфския метод“ е в това, че относителната възраст на скалите се определя от мястото, където лежи един или друг слой в земната кора. Въпреки това, при тектонските процеси, когато самата земна кора се движи, определянето на относителната възраст на скалите е невъзможно. Стратиграфският метод е приложим само за седиментни скали, които са се слегнали спокойно.
Уилям Смит определя степента на еднородни слоеве чрез вкаменелости, наречени ръководни. По-нататъшното развитие на методите за определяне възрастта на скалите първоначално разчита само на анализа на различни вкаменелости. Все пак, те позволяват да се определи само относителната възраст на скалите, тоест да се разбере кои са по-стари и кои са по-нови. За определяне на абсолютната възраст на скалите е разработен радиоизотопният метод. Предпоставка за промяна на ситуацията става случайното откриване от Анри Бекерел на радиоактивността през 1896 г. През 1907 г. Ърнест Ръдърфорд прави първите опити за определяне на възрастта на минерали по съдържанието им на уран и торий. През следващите години се съставят формули за определяне на възрастта.
Използвайки олово-оловен метод, разработен от Клер Патерсън, през 1956 г. става възможно да се определи възрастта на Земята (4,54⋅109 години ±1%). Данните се базират на радиоизотопно датиране на метеоритни екземпляри (хондрити). Оттогава насам тази оценка почти не е търпяла изменения.